# Франц Веселік
Франц Веселік (нім. Franz Weselik, 20 квітня 1903 — 15 березня 1962) — австрійський футболіст, що грав на позиції нападника. По завершенні ігрової кар'єри — тренер.
Виступав, зокрема, за клуб «Рапід» (Відень), а також національну збірну Австрії.
Дворазовий чемпіон Австрії. Володар Кубка Австрії. Володар Кубка Мітропи.

## Клубна кар'єра
У дорослому футболі дебютував 1919 року виступами за команду клубу «Блу Стар Вієнна», в якій провів чотири сезони.
Своєю грою за цю команду привернув увагу представників тренерського штабу клубу «Рапід» (Відень), до складу якого приєднався 1923 року. Відіграв за віденську команду наступні одинадцять сезонів своєї ігрової кар'єри. У складі віденського «Рапіда» був одним з головних бомбардирів команди, маючи середню результативність на рівні 0,91 голу за гру першості. За цей час двічі виборював титул чемпіона Австрії, ставав володарем Кубка Мітропи. Ще двічі був фіналістом Кубка Мітропи, а також здобував титул найкращого бомбардира чемпіонату Австрії.
Протягом 1934—1938 років захищав кольори команди клубу «Мюлуз».
Завершив професійну ігрову кар'єру у клубі «Ред Стар Вієнна», за команду якого виступав протягом 1938—1939 років.

## Виступи за збірну
1928 року дебютував в офіційних матчах у складі національної збірної Австрії. Протягом кар'єри у національній команді, яка тривала 6 років, провів у формі головної команди країни 11 матчів, забивши 13 голів.

## Кар'єра тренера
Розпочав тренерську кар'єру, ще продовжуючи грати на полі, 1934 року, очоливши тренерський штаб клубу «Мюлуз».
Останнім місцем тренерської роботи був клуб «Єнчопінг Седра», головним тренером команди якого Франц Веселик був протягом 1938 року.
Помер 15 березня 1962 року на 59-му році життя.

## Статистика клубних виступів
| Клуб              | Сезон             | Ліга  | Ліга | Кубки | Кубки | Кубок Мітропи | Кубок Мітропи | Разом | Разом |
| Клуб              | Сезон             | Матчі | Голи | Матчі | Голи  | Матчі         | Голи          | Матчі | Голи  |
| ----------------- | ----------------- | ----- | ---- | ----- | ----- | ------------- | ------------- | ----- | ----- |
| Блу Стар (Відень) | 1921/22           | ?     | ?    | 1     | 0     | -             | -             | ?     | ?     |
| Блу Стар (Відень) | 1922/23           | ?     | ?    | 1     | 0     | -             | -             | ?     | ?     |
| Блу Стар (Відень) | Итого             | ?     | ?    | 2     | 0     | 0             | 0             | 2+    | ?     |
| Рапід (Відень)    | 1923/24           | 10    | 8    | 2     | 1     | -             | -             | 12    | 9     |
| Рапід (Відень)    | 1924/25           | 12    | 16   | 1     | 1     | -             | -             | 13    | 17    |
| Рапід (Відень)    | 1925/26           | 20    | 14   | 0     | 0     | -             | -             | 20    | 14    |
| Рапід (Відень)    | 1926/27           | 15    | 11   | 3     | 2     | -             | -             | 18    | 13    |
| Рапід (Відень)    | 1927/28           | 15    | 17   | 3     | 1     | 3             | 2             | 21    | 20    |
| Рапід (Відень)    | 1928/29           | 20    | 12   | 6     | 14    | 8             | 7             | 34    | 33    |
| Рапід (Відень)    | 1929/30           | 20    | 24   | 4     | 6     | 5             | 5             | 29    | 35    |
| Рапід (Відень)    | 1930/31           | 17    | 16   | 6     | 6     | 6             | 3             | 29    | 25    |
| Рапід (Відень)    | 1931/32           | 20    | 21   | 4     | 8     | 0             | 0             | 24    | 29    |
| Рапід (Відень)    | 1932/33           | 20    | 15   | 0     | 0     | 0             | 0             | 20    | 15    |
| Рапід (Відень)    | 1933/34           | 6     | 2    | 2     | 1     | 0             | 0             | 8     | 3     |
| Рапід (Відень)    | Всього            | 175   | 156  | 31    | 40    | 22            | 17            | 228   | 213   |
| Мюлуз             | 1934/35           | ?     | 24   | ?     | ?     | 0             | 0             | ?     | 24+   |
| Мюлуз             | 1935/36           | 25    | 14   | ?     | ?     | 0             | 0             | 25+   | 14+   |
| Мюлуз             | 1936/37           | ?     | 5    | ?     | ?     | 0             | 0             | ?     | 5+    |
| Мюлуз             | Всього            | 60    | 43   | ?     | ?     | 0             | 0             | 60+   | 43+   |
| Всього за кар'єру | Всього за кар'єру | 235+  | 199+ | 33+   | 40+   | 22            | 17            | 290+  | 256+  |

### Статистика виступів у кубку Мітропи
| №                      | Розіграш               | Стадія                 | Дата та місце проведення | Команда 1              | Рахунок | Команда 2         | Голи        |
| ---------------------- | ---------------------- | ---------------------- | ------------------------ | ---------------------- | ------- | ----------------- | ----------- |
| 1                      | 1927                   | 1/2                    | 28.09.1927 Прага         | Славія (Прага)         | 2:2     | Рапід (Відень)    |             |
| 2                      | 1927                   | фінал                  | 30.10.1927 Прага         | Спарта (Прага)         | 6:2     | Рапід (Відень)    | 15'         |
| 3                      | 1927                   | фінал                  | 13.11.1927 Відень        | Рапід (Відень)         | 2:1     | Спарта (Прага)    | 5'          |
| 4                      | 1928                   | 1/4                    | 20.08.1928 Відень        | Рапід (Відень)         | 6:4     | Хунгарія          | 32'         |
| 5                      | 1928                   | 1/4                    | 25.08.1928 Будапешт      | Хунгарія               | 3:1     | Рапід (Відень)    |             |
| 6                      | 1928                   | 1/4                    | 1.09.1928 Відень         | Рапід (Відень)         | 1:0     | Хунгарія          |             |
| 7                      | 1928                   | 1/2                    | 8.09.1928 Прага          | Вікторія (Жижков)      | 4:3     | Рапід (Відень)    | 12' 27' 37' |
| 8                      | 1928                   | 1/2                    | 16.09.1928 Відень        | Рапід (Відень)         | 3:2     | Вікторія (Жижков) | 15'         |
| 9                      | 1928                   | 1/2                    | 23.09.1928 Відень        | Рапід (Відень)         | 3:1     | Вікторія (Жижков) | 32'         |
| 10                     | 1928                   | фінал                  | 28.10.1928 Будапешт      | Ференцварош            | 7:1     | Рапід (Відень)    |             |
| 11                     | 1928                   | фінал                  | 11.11.1928 Будапешт      | Рапід (Відень)         | 5:3     | Ференцварош       | 50'         |
| 12                     | 1929                   | 1/4                    | 23.06.1929 Відень        | Рапід (Відень)         | 5:1     | Дженоа            | 8' 82'      |
| 13                     | 1929                   | 1/4                    | 18.07.1929 Генуя         | Дженоа                 | 0:0     | Рапід (Відень)    |             |
| 14                     | 1929                   | 1/2                    | 21.08.1929 Будапешт      | Уйпешт                 | 2:1     | Рапід (Відень)    | 46'         |
| 15                     | 1929                   | 1/2                    | 25.08.1929 Відень        | Рапід (Відень)         | 3:2     | Уйпешт            | 1'          |
| 16                     | 1929                   | 1/2                    | 26.09.1929 Будапешт      | Уйпешт                 | 3:1     | Рапід (Відень)    | 26'         |
| 17                     | 1930                   | 1/4                    | 13.07.1930 Генуя         | Дженоа                 | 1:1     | Рапід (Відень)    |             |
| 18                     | 1930                   | 1/4                    | 3.09.1930 Відень         | Рапід (Відень)         | 6:1     | Дженоа            | 76' 81'     |
| 19                     | 1930                   | 1/2                    | 8.09.1930 Відень         | Рапід (Відень)         | 5:1     | Ференцварош       |             |
| 20                     | 1930                   | 1/2                    | 15.10.1930 Будапешт      | Ференцварош            | 1:0     | Рапід (Відень)    |             |
| 21                     | 1930                   | фінал                  | 2.11.1930 Прага          | Спарта (Прага)         | 0:2     | Рапід (Відень)    | 56'         |
| 22                     | 1930                   | фінал                  | 12.11.1930 Відень        | Рапід (Відень)         | 2:3     | Спарта (Прага)    |             |
| Всього у кубку Мітропи | Всього у кубку Мітропи | Всього у кубку Мітропи | Всього у кубку Мітропи   | Всього у кубку Мітропи | 22      |                   | 17          |

## Титули і досягнення
- Чемпіон Австрії (2):

«Рапід» (Відень): 1928–1929, 1929–1930
- Володар Кубка Австрії (1):

«Рапід» (Відень): 1926–1927
- Володар Кубка Мітропи (1):

«Рапід» (Відень): 1930
- Фіналіст Кубка Мітропи (2):

«Рапід» (Відень): 1927, 1928
- Найкращий бомбардир чемпіонату Австрії  (1):

«Рапід» (Відень): 1929–1930